# Akratoterma
Akratoterma – woda podziemna, której zawartość minerałów wynosi do 1000 mg/dm³, a temperatura powyżej 20 °C. Znajduje zastosowanie w balneoterapii.